# 尼泊尔共产党（马克思主义） (2006年)
尼泊尔共产党（马克思主义）是尼泊尔的一个共产主义政党。2008年，该党参加了尼泊尔制宪会议选举，提出了一个38人的候选人名单。